# Albuñuelas
Albuñuelas, también denominado coloquialmente Las Albuñuelas, es un municipio español situado en la comarca del Valle de Lecrín, en la provincia de Granada, comunidad autónoma de Andalucía. Limita con los municipios de Padul, Villamena, El Valle, Los Guájares, Lentegí, Otívar y Jayena. El municipio albuñelense comprende los núcleos de población de Albuñuelas y La Loma. También cabe destacar las aldeas de Los Prados de Lopera y Los Recaldes.

## Geografía
Está situado a los pies de Sierra Nevada, en la sierra de Almijara por su cara suroeste, junto a la sierra de las Albuñuelas. La localidad se divide fundamentalmente en tres barrios: barrio Alto, barrio Bajo y La Loma, zona de actual crecimiento en el municipio.
| Noroeste: Jayena y Padul  | Norte: Padul                        | Noreste: Padul y Villamena |
| Oeste: Jayena             | Puntos cardinales                   | Este: Villamena y El Valle |
| Suroeste: Jayena y Otívar | Sur: Otívar, Lentegí y Los Guájares | Sureste: Los Guájares      |

## Demografía
Cuenta con una población de 794 habitantes (INE 2024), que se distribuyen de la siguiente manera:
| Unidad poblacional | Hab. |
| ------------------ | ---- |
| Albuñuelas         | 695  |
| De la Loma         | 90   |
| TOTAL              | 785  |

| Gráfica de evolución demográfica de Albuñuelas entre 1842 y 2021                                                    |
| |
| Población de derecho según los censos de población del INE Población de hecho según los censos de población del INE |